# Województwo sandomierskie (1793)

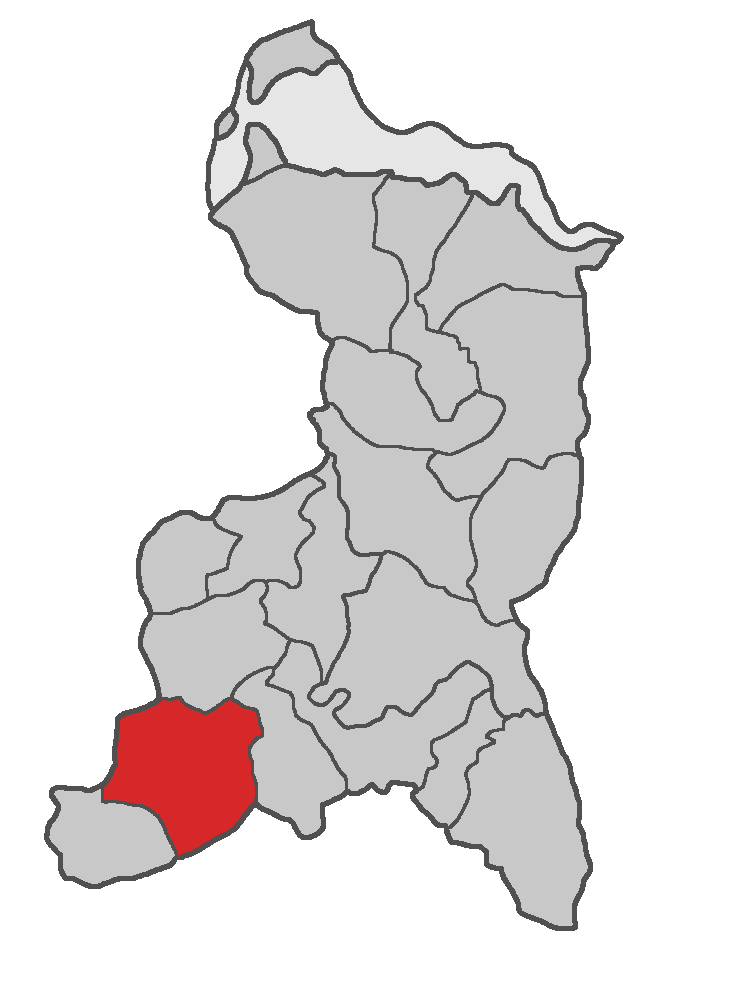
Województwo sandomierskie na tle województw utworzonych na sejmie grodzieńskim

Województwo sandomierskie zostało utworzone na sejmie grodzieńskim 23 listopada 1793 r. z części ziem dawnego województwa sandomierskiego. Nie zostało w pełni zorganizowane w związku z rozpoczęciem insurekcji kościuszkowskiej. Województwo miało mieć w Sejmie dwóch senatorów (wojewodę i kasztelana) i sześciu posłów wybieranych na cztery lata (po dwóch z każdej ziemi). Sejmiki miały odbywać się w kościele kolegiackim w Kielcach.
Województwo dzieliło się na trzy ziemie:
- sandomierską
  - powiat sandomierski
  - powiat wiślicki - bez części wyłączonej do województwa krakowskiego
- chęcińską
  - powiat opoczyński
  - powiat chęciński
- radomską